# Творимая земная поверхность
«Творимая земная поверхность» — эксперимент Льва Кулешова, суть которого состоит в том, что с помощью монтажа можно создавать не существующий реально пейзаж из реально существующих кадров пейзажа. При этом связующим звеном является «непрерывность» действий актёров.
Описан в книге Кулешова «Искусство кино (мой опыт)», опубликованной в 1929 году.

## Описание эксперимента
Лев Кулешов снял сцену с участием Александры Хохловой и Леонида Оболенского.
В начале сцены Оболенский шёл по набережной Москвы-реки. В другом кадре по направлению к Оболенскому шла Хохлова (съёмка около бывшего универмага «Мюр и Мерилиз»).
В следующем кадре крупно: Оболенский увидел Хохлову.
Затем также крупный план: Хохлова увидела Оболенского.
В нейтральном месте Москвы: Оболенский идёт к Хохловой.
И снова в нейтральном месте: Хохлова идёт к Оболенскому.
Следующий кадр: Гоголевский бульвар. Хохлова и Оболенский встречаются у памятника Гоголю, протягивая друг другу руки.
Крупный план: рукопожатие. (Вместо рук Оболенского и Хохловой были сняты руки других людей.)
На фоне памятника Гоголю: Оболенский и Хохлова смотрят на камеру.
Хроникальный кадр: Капитолий в Вашингтоне.
Следующий кадр: Хохлова и Оболенский идут.
Ноги Хохловой и Оболенского поднимаются по ступеням храма Христа Спасителя, ступени которого похожи на ступени Капитолия в Вашингтоне.
Смонтировав эти кадры, Кулешов получил на экране следующее: «Мюр и Мерилиз» стоит на набережной Москвы-реки, между ними Гоголевский бульвар и памятник Гоголю, а напротив памятника Гоголю – Капитолий.
В этом эксперименте были открыты новые возможности кинематографа. Лев Кулешов доказал необходимость целенаправленной организации монтажа действий актёров внутри каждого кадра, то есть необходимость наполнения кадров определённым содержанием, представленным в строго определённой форме: в избранной режиссёром крупности и чётко ориентированной внешней направленности движений и взглядов.
Эксперимент приобрёл мировую известность и наряду с «эффектом Кулешова» стал хрестоматийным.